# IC 2496
IC 2496 ist eine Spiralgalaxie vom Hubble-Typ Sbc im Sternbild Kleiner Löwe am Nordsternhimmel, die schätzungsweise 553 Millionen Lichtjahre von der Milchstraße entfernt ist.
Entdeckt wurde das Objekt am 14. Mai 1903 von Stéphane Javelle.